# Kulin Sándor
Kulin Sándor (Érendréd, 1904. október 31. – Budapest, 1994. november 25.) magyar mezőgazdasági mérnök, egyetemi tanár.

## Élete
1904-ben született Érendréden, értelmiségi családban. Felsőfokú tanulmányai elvégzésével mezőgazdasági mérnöki képesítést szerzett, később főiskolai, majd egyetemi oktatóként is dolgozott, főleg a mosonmagyaróvári, illetve a keszthelyi mezőgazdasági akadémián, majd azok jogutódjain. 
Rövid időn belül széles elméleti tudással és gyakorlati tapasztalattal rendelkező, országosan ismert szakemberré vált, felettesei értékelése szerint tudományágának – az állattenyésztés-gazdaságnak – kiváló művelője volt. Széles körben folytatott tudományos kutatásokat, emellett előadóként is népszerű volt, tantárgyainak oktatásába a legmodernebb ismeretek átadását is beépítette. Egy méltatása szerint fáradhatatlan egyéniségként, nagy szakmai szeretettel és ügybuzgalommal oktatta a szocialista mezőgazdasági üzemtant (pártonkívüli létének dacára). 
Munkássága elismeréseként a Magyar Forradalmi Munkás-Paraszt Kormány Losonczi Pál földművelésügyi miniszter 1963. július 30-i előterjesztése nyomán egyetemi tanárrá nevezte ki.
1994-ben hunyt el.

## Főbb művei
- A tehenészet főbb üzemgazdasági kérdései (Mezőgazdasági Kiadó, 1964)[2]
- Tejtermelés és szarvasmarha hízlalás üzemgazdasági kérdései (Mezőgazdasági Kiadó, 1969)[3]
- A marhahústermelés növelésének üzemgazdasági megfontolásai. In: Állattenyésztés 20. (1971), 17-30.[4]